# Zoppo di Gangi

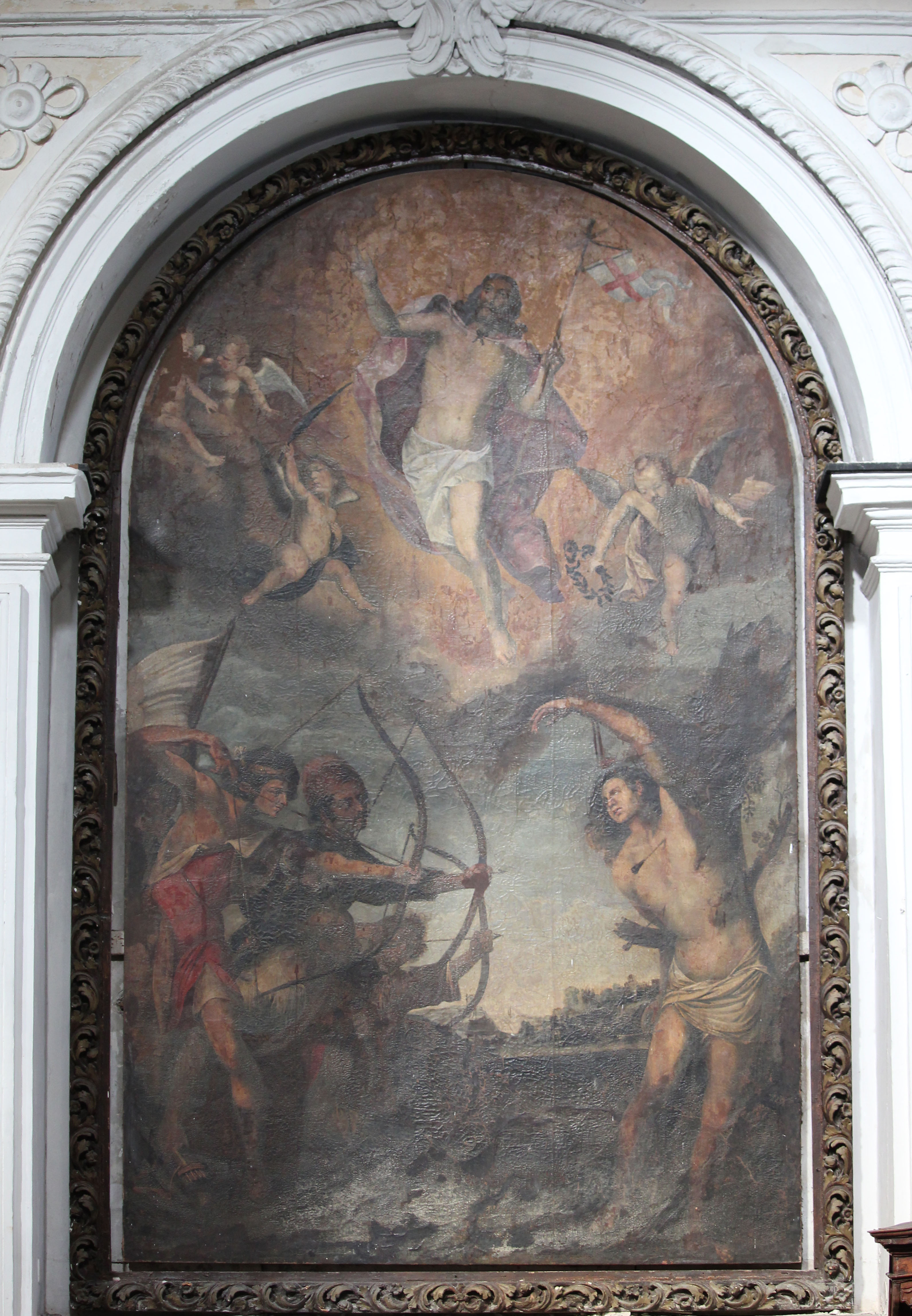

Giuseppe Salerno dit Lo Zoppo di Gangi (Gangi, 1588 - 1630) est un peintre italien du maniérisme tardif de goût espagnol.

## Biographie
Zoppo di Ganci étudie à Rome auprès de Guido Reni.
En  1603, il se réfugie au couvent des Capucins à Carini, pour échapper à ses ennemis, et paie cet hospitalité par ses œuvres.

## Œuvres
Ses œuvres se trouvent à 
- Palerme,
- Gangi,
- Polizzi Generosa,
- l'Abbazia di San Martino delle Scale
- dans beaucoup d'églises de la région de  Palerme :
  - Collesano : Storie dei Santi Pietro e Paolo
  - Carini : Crocifisso tra S. Francesco e S. Onofrio
  - Avola : Madonna con San Francesco e Santa Chiara